# Italie aux Jeux olympiques d'été de 2000
L'Italie participe aux Jeux olympiques d'été de 2000 à Sydney. Sa délégation est composée de 361 athlètes répartis dans 29 sports et son porte-drapeau est le joueur de basketball Carlton Myers. Au terme des Olympiades, la nation se classe 7e avec 34 médailles dont 13 en or.
Individuellement, Valentina Vezzali et Domenico Fioravanti sont les deux Italiens à voir glâné le plus grand nombre de médailles d'or avec deux chacun, respectivement en escrime et en natation. Massimiliano Rosolino est celui qui en a remporté le plus en valeur brut avec 3 médailles en natation : une d'or, une d'argent et une de bronze.
L'escrime et la natation, avec 3 titres olympiques dans chacun de ces deux sports, sont ceux qui ont vu le plus d'Italiens sur la 1re marche du podium. La natation est également le sport qui a ramené le plus grand nombre de médailles avec un total de 6 (3 or, 1 argent, 2 bronze) et elle devance l'escrime (5 médailles dont 3 titres), l'aviron (4 médailles dont 1 titre) et le judo (4 médailles dont 1 titre). Enfin, la natation et l'aviron ont vu les Italiens gagner les 3 types de médailles.

## Nombre d'athlètes qualifiés par sport
Voici la liste des qualifiés et sélectionnés Italiens par sport (remplaçants compris) :
| Sport       | Hommes | Femmes | Total |
| ----------- | ------ | ------ | ----- |
| Athlétisme  | 30     | 17     | 47    |
| Aviron      | 28     | 0      | 28    |
| Baseball    | 17     | 0      | 17    |
| Basket-ball | 10     | 0      | 10    |
| Boxe        | 5      | 0      | 5     |
| Canoë-kayak | 6      | 2      | 8     |
| Cyclisme    | 13     | 5      | 18    |
| Équitation  | 3      | 2      | 5     |

## Liste des médaillés italiens

### Médailles d'or
| Sport               | Discipline                      | Athlète(s)                                                               | Performance                            | Date         |
| Médailles d'or : 13 |                                 |                                                                          |                                        |              |
| Aviron              | Quatre de couple masculin       | Agostino Abbagnale Alessio Sartori Rossano Galtarossa Simone Raineri     | 5 min 45 s 46                          | 24 septembre |
| Canoë-kayak         | K2 1 000 m masculin             | Beniamino Bonomi Antonio Rossi                                           | 3 min 14 s 461                         | 30 septembre |
| Canoë-kayak         | K1 500 m féminin                | Josefa Idem Guerrini                                                     | 2 min 13 s 848                         | 1er octobre  |
| Cyclisme sur piste  | Course aux points féminine      | Antonella Bellutti                                                       | 19 pts                                 | 21 septembre |
| Escrime             | Épée par équipes masculine      | Angelo Mazzoni Paolo Milanoli Maurizio Randazzo Alfredo Rota             | Victoire 39 - 38 contre la France      | 18 septembre |
| Escrime             | Fleuret individuel féminin      | Valentina Vezzali                                                        | Victoire 15 - 5 contre Rita König      | 21 septembre |
| Escrime             | Fleuret par équipes féminin     | Diana Bianchedi Annamaria Giacometti Valentina Vezzali Giovanna Trillini | Victoire 45 - 36 contre la Pologne     | 23 septembre |
| Judo                | Moins de 73 kg hommes           | Giuseppe Maddaloni                                                       | Victoire par Ippon contre Tiago Camilo | 18 septembre |
| Natation            | 100 m brasse masculin           | Domenico Fioravanti                                                      | 1 min 0 s 46                           | 17 septembre |
| Natation            | 200 m brasse masculin           | Domenico Fioravanti                                                      | 2 min 10 s 87                          | 20 septembre |
| Natation            | 200 m 4 nages masculin          | Massimiliano Rosolino                                                    | 1 min 58 s 98                          | 21 septembre |
| Voile               | Planche à voile Mistral féminin | Alessandra Sensini                                                       | 15 pts                                 | 24 septembre |
| VTT                 | Cross-Country féminin           | Paola Pezzo                                                              | 1 h 49 min 24 s                        | 23 septembre |

### Médailles d'argent
| Sport                  | Discipline                         | Athlète(s)                                                       | Performance                            | Date         |
| Médailles d'argent : 8 |                                    |                                                                  |                                        |              |
| Athlétisme             | Lancer du marteau masculin         | Nicola Vizzoni                                                   | 79,84 m                                | 24 septembre |
| Athlétisme             | Saut en longueur féminin           | Fiona May                                                        | 6,92 m                                 | 27 septembre |
| Aviron                 | Quatre sans barreur hommes         | Valter Molea Riccardo Dei Rossi Lorenzo Carboncini Carlo Mornati | 5 min 56 s 62                          | 23 septembre |
| Aviron                 | Deux de couple poids légers hommes | Elia Luini Leonardo Pettinari                                    | 6 min 23 s 47                          | 24 septembre |
| Natation               | 400 m nage libre masculin          | Massimiliano Rosolino                                            | 3 min 43 s 40 (RN)                     | 16 septembre |
| Voile                  | Finn hommes                        | Luca Devoti                                                      | 46 pts                                 | 30 septembre |
| Tir                    | Double trap femmes                 | Deborah Gelisio                                                  | 144 pts                                | 19 septembre |
| Tir à l’arc            | Épreuve par équipes hommes         | Matteo Bisiani Ilario Di Buò Michele Frangilli                   | Défaite 247-255 contre la Corée du Sud | 22 septembre |

### Médaille de bronze
| Sport                    | Discipline                      | Athlète(s) | Performance                           | Date         |
| Médailles de bronze : 13 |                                 | |                                       |              |
| Aviron                   | Deux de couple hommes           | Giovanni Calabrese Nicola Sartori | 6 min 20 s 49                         | 23 septembre |
| Boxe                     | Poids super-lourds              | Paolo Vidoz | Victoire en 1/4 contre Peter          | 27 septembre |
| Canoë-kayak              | Slalom K1 hommes                | Pierpaolo Ferrazzi | 225,03 s                              | 20 septembre |
| Cyclisme sur piste       | Course à l'Américaine masculine | Silvio Martinello Marco Villa | 15 pts                                | 21 septembre |
| Escrime                  | Fleuret individuel féminin      | Giovanna Trillini | Victoire 15 - 9 contre Cârlescu-Badea | 21 septembre |
| Escrime                  | Fleuret par équipes masculin    | Daniele Crosta Gabriele Magni Salvatore Sanzo Matteo Zennaro | Victoire 45 - 38 contre la Pologne    | 22 septembre |
| Judo                     | Moins de 66 kg hommes           | Girolamo Giovinazzo | Victoire par Yuko contre Nakamura     | 17 septembre |
| Judo                     | Moins de 70 kg femmes           | Ylenia Scapin | Victoire par Ippon contre Martín      | 21 septembre |
| Judo                     | Moins de 78 kg femmes           | Emanuela Pierantozzi | Victoire par Ippon contre Luna        | 22 septembre |
| Natation                 | 200 m nage libre masculin       | Massimiliano Rosolino | 1 min 46 s 65                         | 18 septembre |
| Natation                 | 200 m brasse masculin           | Davide Rummolo | 2 min 12 s 73                         | 20 septembre |
| Tir                      | Trap hommes                     | Giovanni Pellielo | 140 pts                               | 17 septembre |
| Volley-ball              | Tournoi masculin                | Andrea Gardini Marco Meoni Pasquale Gravina Luigi Mastrangelo Paolo Tofoli Samuele Papi Andrea Sartoretti Marco Bracci Simone Rosalba Mirko Corsano Andrea Giani Alessandro Fei | Victoire 3 - 0 contre l'Argentine     | 1er octobre  |

## Athlétisme

### Hommes
| Athlète                                                                  | Épreuve              | Séries         | Séries      | Quarts de finale | Quarts de finale | Demi-finales  | Demi-finales | Finale          | Finale      |
| Athlète                                                                  | Épreuve              | Temps          | Rang        | Temps            | Rang             | Temps         | Rang         | Temps           | Rang        |
| ------------------------------------------------------------------------ | -------------------- | -------------- | ----------- | ---------------- | ---------------- | ------------- | ------------ | --------------- | ----------- |
| Stefano Tilli                                                            | 100 m                | 10 s 40        | 4e          | 10 s 27          | 6e               | Éliminé       | Éliminé      | Éliminé         | Éliminé     |
| Andrea Colombo                                                           | 100 m                | 10 s 52        | 4e          | Éliminé          | Éliminé          | Éliminé       | Éliminé      | Éliminé         | Éliminé     |
| Francesco Scuderi                                                        | 100 m                | 10 s 50        | 6e          | Éliminé          | Éliminé          | Éliminé       | Éliminé      | Éliminé         | Éliminé     |
| Alessandro Cavallaro                                                     | 200 m                | 20 s 58        | 3e          | 20 s 69          | 6e               | Eliminé       | Eliminé      | Eliminé         | Eliminé     |
| Alessandro Attene                                                        | 400 m                | 45 s 79        | 3e          | 45 s 35          | 3e               | 46 s 41       | 6e           | Eliminé         | Eliminé     |
| Andrea Longo                                                             | 800 m                | 1 min 46 s 32  | 1er         | Non disputé      | Non disputé      | 1 min 44 s 49 | 2e           | DSQ             | /           |
| Rachid Berradi                                                           | 10 000 m             | 28 min 01 s 18 | 12e         | Non disputé      | Non disputé      | Non disputé   | Non disputé  | 28 min 45 s 96  | 17e         |
| Daniele Caimmi                                                           | 10 000 m             | 29 min 01 s 26 | 15e         | Non disputé      | Non disputé      | Non disputé   | Non disputé  | Non disputé     | Non disputé |
| Giacomo Leone                                                            | Marathon             | Non disputé    | Non disputé | Non disputé      | Non disputé      | Non disputé   | Non disputé  | 2 h 12 min 14 s | 5e          |
| Vincenzo Modica                                                          | Marathon             | Non disputé    | Non disputé | Non disputé      | Non disputé      | Non disputé   | Non disputé  | DNF             | /           |
| Stefano Baldini                                                          | Marathon             | Non disputé    | Non disputé | Non disputé      | Non disputé      | Non disputé   | Non disputé  | DNF             | /           |
| Emiliano Pizzoli                                                         | 110 m haies          | 13 s 65        | 4e          | 13 s 69          | 5e               | Eliminé       | Eliminé      | Eliminé         | Eliminé     |
| Andrea Giaconi                                                           | 110 m haies          | 13 s 62        | 3e          | 13 s 93          | 7e               | Eliminé       | Eliminé      | Eliminé         | Eliminé     |
| Fabrizio Mori                                                            | 400 m haies          | 49 s 35        | 1er         | Non disputé      | Non disputé      | 48 s 40       | 2e           | 48 s 78         | 7e          |
| Giorgio Frinolli Puzzilli                                                | 400 m haies          | 50 s 27        | 2e          | Non disputé      | Non disputé      | 50 s 10       | 8e           | Eliminé         | Eliminé     |
| Giuseppe Maffei                                                          | 3000 mètres steeple  | 8 min 48 s 88  | 12e         | Eliminé          | Eliminé          | Eliminé       | Eliminé      | Eliminé         | Eliminé     |
| Francesco Scuderi Alessandro Cavallaro Maurizio Checcucci Andrea Colombo | Relais 4 × 100 m     | 38 s 84        | 2e          | Non disputé      | Non disputé      | 38 s 67       | 4e           | 38 s 67         | 7e          |
| Alessandro Gandellini                                                    | 20 kilomètres marche | Non disputé    | Non disputé | Non disputé      | Non disputé      | Non disputé   | Non disputé  | 1 h 21 min 14 s | 9e          |
| Michele Didoni                                                           | 20 kilomètres marche | Non disputé    | Non disputé | Non disputé      | Non disputé      | Non disputé   | Non disputé  | 1 h 21 min 43 s | 11e         |
| Giovanni De Benedictis                                                   | 20 kilomètres marche | Non disputé    | Non disputé | Non disputé      | Non disputé      | Non disputé   | Non disputé  | 1 h 23 min 14 s | 16e         |
| Ivano Brugnetti                                                          | 50 kilomètres marche | Non disputé    | Non disputé | Non disputé      | Non disputé      | Non disputé   | Non disputé  | DNF             | /           |
| Gianni Perricelli                                                        | 50 kilomètres marche | Non disputé    | Non disputé | Non disputé      | Non disputé      | Non disputé   | Non disputé  | DNF             | /           |
| Arturo Di Mezza                                                          | 50 kilomètres marche | Non disputé    | Non disputé | Non disputé      | Non disputé      | Non disputé   | Non disputé  | DNF             | /           |

| Athlète            | Épreuve           | Qualification | Qualification | Finale      | Finale            |
| Athlète            | Épreuve           | Performance   | Rang          | Performance | Rang              |
| ------------------ | ----------------- | ------------- | ------------- | ----------- | ----------------- |
| Giuseppe Gibilisco | Saut à la perche  | 5,70 m        | 6e            | 5,50 m      | 10e               |
| Paolo Camossi      | Triple saut       | 16,87 m       | 11e           | 16,96 m     | 8e                |
| Fabrizio Donato    | Triple saut       | 16,34 m       | 25e           | Eliminé     | Eliminé           |
| Paolo Dal Soglio   | Lancer du poids   | 19,39 m       | 19e           | Eliminé     | Eliminé           |
| Diego Fortuna      | Lancer du disque  | 62,24 m       | 14e           | Eliminé     | Eliminé           |
| Nicola Vizzoni     | Lancer du marteau | 77,65 m       | 5e            | 79,64 m     | Médaille d'argent |
| Loris Paoluzzi     | Lancer du marteau | 76,91 m       | 9e            | 78,18 m     | 6e                |

### Femmes
| Athlète                                                           | Épreuve              | Séries         | Séries      | Quarts de finale | Quarts de finale | Demi-finales | Demi-finales | Finale          | Finale  |
| Athlète                                                           | Épreuve              | Temps          | Rang        | Temps            | Rang             | Temps        | Rang         | Temps           | Rang    |
| ----------------------------------------------------------------- | -------------------- | -------------- | ----------- | ---------------- | ---------------- | ------------ | ------------ | --------------- | ------- |
| Manuela Levorato                                                  | 200 m                | DNS            | /           | Eliminé          | Eliminé          | Eliminé      | Eliminé      | Eliminé         | Eliminé |
| Roberta Brunet                                                    | 5 000 m              | 15 min 27 s 32 | 6e          | Eliminé          | Eliminé          | Eliminé      | Eliminé      | Eliminé         | Eliminé |
| Silvia Sommaggio                                                  | 10 000 m             | 33 min 24 s 13 | 13e         | Eliminé          | Eliminé          | Eliminé      | Eliminé      | Eliminé         | Eliminé |
| Maura Viceconte                                                   | Marathon             | Non disputé    | Non disputé | Non disputé      | Non disputé      | Non disputé  | Non disputé  | 2 h29 min 26 s  | 12e     |
| Ornella Ferrara                                                   | Marathon             | Non disputé    | Non disputé | Non disputé      | Non disputé      | Non disputé  | Non disputé  | 2 h 31 min 32 s | 18e     |
| Monika Niederstatter                                              | 400 m haies          | 58 s 02        | 5e          | Eliminé          | Eliminé          | Eliminé      | Eliminé      | Eliminé         | Eliminé |
| Daniela Graglia Francesca Carbone Fabiola Piroddi Virna De Angeli | Relais 4 × 400 m     | 3 min 27 s 23  | 4e          | Eliminé          | Eliminé          | Eliminé      | Eliminé      | Eliminé         | Eliminé |
| Erica Alfridi                                                     | 20 kilomètres marche | Non disputé    | Non disputé | Non disputé      | Non disputé      | Non disputé  | Non disputé  | 1 h 31 min 25 s | 4e      |
| Annarita Sidoti                                                   | 20 kilomètres marche | Non disputé    | Non disputé | Non disputé      | Non disputé      | Non disputé  | Non disputé  | DNF             | /       |
| Elisabetta Perrone                                                | 20 kilomètres marche | Non disputé    | Non disputé | Non disputé      | Non disputé      | Non disputé  | Non disputé  | DSQ             | /       |

| Athlète           | Épreuve           | Qualification | Qualification | Finale      | Finale            |
| Athlète           | Épreuve           | Performance   | Rang          | Performance | Rang              |
| ----------------- | ----------------- | ------------- | ------------- | ----------- | ----------------- |
| Fiona May         | Saut en longueur  | 6,81 m        | 2e            | 6,92 m      | Médaille d'argent |
| Ester Balassini   | Lancer du marteau | NM            | /             | Eliminé     | Eliminé           |
| Claudia Coslovich | Lancer du javelot | 60,12 m       | 10e           | 56,74 m     | 12e               |
| Gertrud Bacher    | Heptathlon        | Non disputé   | Non disputé   | 5989 pts    | 14e               |

## Aviron

### Hommes
| Athlète(s) | Compétition                      | Série         | Série | Repêchage     | Repêchage   | Demi-finale   | Demi-finale | Finale                 | Finale             |
| Athlète(s) | Compétition                      | Temps         | Rang  | Temps         | Rang        | Temps         | Rang        | Temps                  | Rang               |
| --- | -------------------------------- | ------------- | ----- | ------------- | ----------- | ------------- | ----------- | ---------------------- | ------------------ |
| Mattia Righetti | Skiff                            | 7 min 24 s 80 | 4e    | 7 min 21 s 20 | 3e          | 7 min 20 s 78 | 2e          | Finale C 7 min 08 s 16 | 3e                 |
| Giovanni Calabrese Nicola Sartori | Deux de couple                   | 6 min 33 s 11 | 2e    | 6 min 25 s 98 | 1er         | 6 min 24 s 99 | 2e          | Finale A 6 min 20 s 49 | Médaille de bronze |
| Agostino Abbagnale Alessio Sartori Rossano Galtarossa Simone Raineri                                                                         | Quatre de couple                 | 5 min 45 s 67 | 1er   | Non disputé   | Non disputé | 5 min 44 s 08 | 1er         | Finale A 5 min 45 s 56 | Médaille d'or      |
| Luigi Sorrentino Pasquale Panzarino | Deux sans barreur                | 6 min 48 s 26 | 2e    | Non disputé   | Non disputé | 6 min 53 s 57 | 6e          | Finale B 6 min 40 s 35 | 6e                 |
| Valter Molea Riccardo Dei Rossi Lorenzo Carboncini Carlo Mornati                                                                             | Quatre sans barreur              | 6 min 04 s 59 | 1er   | Non disputé   | Non disputé | 6 min 02 s 31 | 2e          | 5 min 56 s 62          | Médaille d'argent  |
| Gioacchino Cascone Franco Berra Mario Palmisano Marco Penna Valerio Pinton Raffaello Leonardo Alessandro Corona Luca Ghezzi Gaetano Iannuzzi | Huit                             | 5 min 39 s 69 | 5e    | 5 min 41 s 23 | 2e          | Non disputé   | Non disputé | Finale A 5 min 35 s 37 | 4e                 |
| Elia Luini Leonardo Pettinari | Deux de couple poids légers      | 6 min 24 s 73 | 1er   | Non disputé   | Non disputé | 6 min 21 s 59 | 2e          | 6 min 23 s 47          | Médaille d'argent  |
| Salvatore Amitrano Franco Sancassani Catello Amarante Carlo Gaddi                                                                            | Quatre sans barreur poids légers | 6 min 14 s 89 | 1er   | Non disputé   | Non disputé | 6 min 00 s 82 | 1er         | Finale A 6 min 03 s 77 | 4e                 |

## Baseball
- Claudio Liverziani
- Roberto De Franceschi
- Christopher Madonna
- Matteo Baldacci
- David Sheldon
- Daniele Di Pace
- Daniele Frignani
- Alberto D'Auria
- Davide Dall'Ospedale
- Francesco Casolari
- Luigi Carrozza
- Seth Lafera
- Daniel Newman
- Diego Ricci
- Christian Mura
- Emiliano Ginanneschi
- Marco Cerbone
- Coach : Silvano Ambrosioni

| Épreuve  | Phase de groupes         | Phase de groupes    | Phase de groupes            | Phase de groupes    | Phase de groupes       | Phase de groupes       | Phase de groupes     | Demi-finale         | Finale / MB         | Rang    |
| Épreuve  | Adversaire Résultat      | Adversaire Résultat | Adversaire Résultat         | Adversaire Résultat | Adversaire Résultat    | Adversaire Résultat    | Adversaire Résultat  | Adversaire Résultat | Adversaire Résultat | Rang    |
| -------- | ------------------------ | ------------------- | --------------------------- | ------------------- | ---------------------- | ---------------------- | -------------------- | ------------------- | ------------------- | ------- |
| Baseball | Défaite Corée du Sud 0-0 | Défaite Cuba 0-2    | Victoire Afrique du Sud 2-0 | Défaite Japon 0-1   | Défaite États-Unis 0-2 | Victoire Australie 0-0 | Défaite Pays-Bas 0-2 | Eliminé             | Eliminé             | Eliminé |

## Basket-ball

### Hommes
- Gregor Fučka
- Carlton Myers
- Alessandro Abbio
- Roberto Chiacig
- Agostino Li Vecchi
- Gianluca Basile
- Jack Galanda
- Andrea Meneghin
- Michele Mian
- Marcelo Damiao
- Coach : Boscia Tanjevic

| Épreuve     | Phase de groupes        | Phase de groupes         | Phase de groupes                | Phase de groupes      | Phase de groupes    | Quart de Finale         | Demi-finale         | Finale / MB         | Rang    |
| Épreuve     | Adversaire Résultat     | Adversaire Résultat      | Adversaire Résultat             | Adversaire Résultat   | Adversaire Résultat | Adversaire Résultat     | Adversaire Résultat | Adversaire Résultat | Rang    |
| ----------- | ----------------------- | ------------------------ | ------------------------------- | --------------------- | ------------------- | ----------------------- | ------------------- | ------------------- | ------- |
| Basket-ball | Victoire Lituanie 50-48 | Défaite États-Unis 61-93 | Victoire Nouvelle-Zélande 78-66 | Victoire France 67-57 | Défaite Chine 76-85 | Défaite Australie 62-65 | Eliminé             | Eliminé             | Eliminé |

## Boxe

### Hommes
| Athlète            | Catégorie           | 16e de finale            | 8e de finale             | Quart de finale       | Demi-finale               | Finale              |
| Athlète            | Catégorie           | Adversaire Résultat      | Adversaire Résultat      | Adversaire Résultat   | Adversaire Résultat       | Adversaire Résultat |
| ------------------ | ------------------- | ------------------------ | ------------------------ | --------------------- | ------------------------- | ------------------- |
| Sven Paris         | Poids super-welters | Victoire Thaïlande 14-3  | Victoire Allemagne 17-11 | Défaite Algérie 8-22  | Eliminé                   | Eliminé             |
| Leonard Bundu      | Poids welters       | Victoire Australie 4-2   | Défaite Kazakhstan 4-13  | Eliminé               | Eliminé                   | Eliminé             |
| Ciro Di Corcia     | Poids moyens        | Défaite Roumanie 8-19    | Eliminé                  | Eliminé               | Eliminé                   | Eliminé             |
| Giacobbe Fragomeni | Poids mi-lourds     | Défaite Cuba 0-15        | Eliminé                  | Eliminé               | Eliminé                   | Eliminé             |
| Paolo Vidoz        | Poids super-lourds  | Victoire États-Unis 21-5 | Non disputé              | Victoire Nigeria 14-3 | Défaite Royaume-Uni 16-32 | Eliminé             |

## Canoe-Kayak

### Slalom

#### Hommes
| Athlète            | Compétition | Éliminatoires | Éliminatoires | Finale | Finale             |
| Athlète            | Compétition | Temps         | Rang          | Temps  | Rang               |
| ------------------ | ----------- | ------------- | ------------- | ------ | ------------------ |
| Enrico Lazzarotto  | K1          | 262.22        | 13e           | 253.92 | 14e                |
| Pierpaolo Ferrazzi | K1          | 261.19        | 11e           | 225.03 | Médaille de bronze |

#### Femmes
| Athlète                  | Compétition | Éliminatoires | Éliminatoires | Finale  | Finale  |
| Athlète                  | Compétition | Temps         | Rang          | Temps   | Rang    |
| ------------------------ | ----------- | ------------- | ------------- | ------- | ------- |
| Maria Cristina Giai Pron | K1          | 321.89        | 16e           | Eliminé | Eliminé |

### Course en ligne

#### Hommes
| Athlète                        | Compétition | Éliminatoires  | Éliminatoires | Demi-finales   | Demi-finales | Finale A       | Finale A      |
| Athlète                        | Compétition | Temps          | Rang          | Temps          | Rang         | Temps          | Rang          |
| ------------------------------ | ----------- | -------------- | ------------- | -------------- | ------------ | -------------- | ------------- |
| Antonio Scaduto                | K1 500m     | 1 min 43 s 289 | 5e            | 1 min 43 s 432 | 6e           | Eliminé        | Eliminé       |
| Jacopo Majocchi                | K1 1000m    | 3 min 39 s 176 | 4e            | 3 min 39 s 157 | 3e           | 3 min 38 s 105 | 8e            |
| Antonio Rossi Beniamino Bonomi | K2 500m     | 1 min 32 s 193 | 3e            | 1 min 29 s 888 | 1er          | 1 min 52 s 635 | 7e            |
| Antonio Rossi Beniamino Bonomi | K2 1000m    | 3 min 14 s 316 | 1er           | Non disputé    | Non disputé  | 3 min 14 s 461 | Médaille d'or |

#### Femmes
| Athlète              | Compétition | Éliminatoires  | Éliminatoires | Demi-finales | Demi-finales | Finale A       | Finale A      |
| Athlète              | Compétition | Temps          | Rang          | Temps        | Rang         | Temps          | Rang          |
| -------------------- | ----------- | -------------- | ------------- | ------------ | ------------ | -------------- | ------------- |
| Josefa Idem Guerrini | K1 500m     | 1 min 49 s 889 | 1er           | Non disputé  | Non disputé  | 2 min 13 s 848 | Médaille d'or |

## Cyclisme

### Route

#### Hommes
| Athlète              | Compétition     | Temps           | Rang |
| -------------------- | --------------- | --------------- | ---- |
| Marco Pantani        | Course en ligne | 5 h 30 min 46 s | 68e  |
| Francesco Casagrande | Course en ligne | 5 h 30 min 46 s | 65e  |
| Danilo Di Luca       | Course en ligne | 5 h 30 min 37 s | 11e  |
| Paolo Bettini        | Course en ligne | 5 h 30 min 34 s | 9e   |
| Michele Bartoli      | Course en ligne | 5 h 30 min 34 s | 4e   |

#### Femmes
| Athlète                | Compétition     | Temps           | Rang |
| ---------------------- | --------------- | --------------- | ---- |
| Roberta Bonanomi       | Course en ligne | DNF             | /    |
| Valeria Cappellotto    | Course en ligne | 3 h 09 min 17 s | 31e  |
| Alessandra Cappellotto | Course en ligne | 3 h 06 min 31 s | 15e  |

### Piste

#### Hommes
| Athlète         | Compétition | 1er round | Repêchage   | Demi-Finales | Finale  |
| Athlète         | Compétition | Rang      | Rang        | Rang         | Rang    |
| --------------- | ----------- | --------- | ----------- | ------------ | ------- |
| Roberto Chiappa | Keirin      | 2e        | Non disputé | 4e           | Eliminé |

| Athlète                                                   | Compétition           | Qualification        | Qualification | Quart de finale                 | Demi-finale                     | Finale                          | Finale  |
| Athlète                                                   | Compétition           | Temps Vitesse (km/h) | Rang          | Adversaire Temps Vitesse (km/h) | Adversaire Temps Vitesse (km/h) | Adversaire Temps Vitesse (km/h) | Rang    |
| --------------------------------------------------------- | --------------------- | -------------------- | ------------- | ------------------------------- | ------------------------------- | ------------------------------- | ------- |
| Mario Benetton Adler Capelli Cristiano Citton Marco Villa | Poursuite par équipes | 4 min 15 s 451       | 11e           | Eliminé                         | Eliminé                         | Eliminé                         | Eliminé |

| Athlète                       | Compétition           | Points | Rang               |
| ----------------------------- | --------------------- | ------ | ------------------ |
| Silvio Martinello             | Course aux points     | 5      | 8e                 |
| Marco Villa Silvio Martinello | Course à l'américaine | 15     | Médaille de bronze |

#### Femmes
| Athlète            | Compétition            | Qualification  | Demi-finales             | Match pour le bronze     | Match pour le bronze | Finale                   | Finale  |
| Athlète            | Compétition            | Temps Vitesse  | Adversaire Temps Vitesse | Adversaire Temps Vitesse | Rang                 | Adversaire Temps Vitesse | Rang    |
| ------------------ | ---------------------- | -------------- | ------------------------ | ------------------------ | -------------------- | ------------------------ | ------- |
| Antonella Bellutti | Poursuite individuelle | 3 min 36 s 967 | Eliminé                  | Eliminé                  | Eliminé              | Eliminé                  | Eliminé |

| Athlète            | Compétition       | Points | Rang          |
| ------------------ | ----------------- | ------ | ------------- |
| Antonella Bellutti | Course aux points | 19     | Médaille d'or |

### BMX

#### Hommes
| Athlète          | Compétition   | Temps              | Rang |
| ---------------- | ------------- | ------------------ | ---- |
| Hubert Pallhuber | Cross-country | 2 h 22 min 55 s 64 | 31e  |
| Marco Bui        | Cross-country | 2 h 16 min 09 s 04 | 16e  |

#### Femmes
| Athlète     | Compétition   | Temps              | Rang          |
| ----------- | ------------- | ------------------ | ------------- |
| Paola Pezzo | Cross-country | 1 h 49 min 24 s 38 | Médaille d'or |

## Equitation
| Athlète  | Épreuve  | R1     | R1   | R2     | R2   | R3     | R3   |
| Athlète  | Épreuve  | Points | Rang | Points | Rang | Points | Rang |
| -------- | -------- | ------ | ---- | ------ | ---- | ------ | ---- |
| Pia Laus | Dressage | 67.68  | 16e  | 68.41  | 17e  | 69.35  | 14e  |

| Athlète                                                      | Compétition              | Pénalités | Rang |
| ------------------------------------------------------------ | ------------------------ | --------- | ---- |
| Andrea Verdina                                               | Concours complet         | 87.80     | 15e  |
| Fabio Magni                                                  | Concours complet         | 49.00     | 5e   |
| Fabio Magni Andrea Verdina Giacomo Della Chiesa Lara Villata | Concours complet équipes | AC        | /    |

## Sources
- (en) Cet article est partiellement ou en totalité issu de l’article de Wikipédia en anglais intitulé « Italy at the 2000 Summer Olympics » (voir la liste des auteurs).